# بوب كوبر (متسابق دراجات نارية)
بوب كوبر (بالإنجليزية: Bob Cooper)‏ هو متسابق دراجات نارية بريطاني، ولد في 23 يونيو 1950 في رغبي في المملكة المتحدة.